# Ogrodniki (powiat sejneński)
Ogrodniki – wieś w Polsce położona w województwie podlaskim, w powiecie sejneńskim, w gminie Sejny. Leży nad jeziorem Hołny, przy drodze krajowej nr 16.
| SIMC    | Nazwa           | Rodzaj    |
| ------- | --------------- | --------- |
| 1012117 | Weresowszczyzna | część wsi |

## Historia
Ogrodniki to dawna wieś szlachecka, która w końcu XVIII wieku położona była w powiecie grodzieńskim województwa trockiego Wielkiego Księstwa Litewskiego. 
Według Pierwszego Powszechnego Spisu Ludności z 1921 roku wieś Ogrodniki liczyła 26 domów i 149 mieszkańców (79 kobiet i 70 mężczyzn). Wszyscy mieszkańcy miejscowości zadeklarowali wówczas wyznanie rzymskokatolickie. Jednocześnie większość mieszkańców wsi podała narodowość litewską (126 osób), reszta podała narodowość polską (23 osoby). W okresie dwudziestolecia międzywojennego Ogrodniki znajdowały się w gminie Berżniki.
W latach 1975–1998 miejscowość należała administracyjnie do województwa suwalskiego.
Znajdowało się tu drogowe przejście graniczne z Litwą – Ogrodniki-Lazdijai.

## O wsi
Wieś położona jest na Pojezierzu Wschodniosuwalskim, nad rzeką Hołnianką, dopływem Białej Hańczy, wpadającej do Niemna. We wsi znajduje się jezioro Hołny.